# Fa Zheng
En aquest nom xinès, el cognom és Fa.
Fa Zheng (176-220 EC), nom estilitzat Xiaozhi (孝直), va ser un assessor del senyor de la guerra Liu Bei durant el període de la tardana Dinastia Han de la història xinesa.
Originalment, ell i el seu amic Meng Da anaren a treballar per Liu Zhang en la Província de Yi, però Liu Zhang no era un bon jutge del caràcter i Fa Zheng sentia poc apreciat. Fa Zheng va ocupar el càrrec de Prefecte de Xindu, i després es convertí en Coronel Consultor. Fa Zheng llavors va ser difamat per una altra persona, sentint-se menyspreat. El seu amic Zhang Song també sentia Liu Zhang no era un bon líder. Amb l'assessorament de Zhang Song, Fa Zheng va fer d'enviat a Liu Bei per demanar-li de dur el seu exèrcit a la Província de Yi per derrotar l'exèrcit invasor de Zhang Lu. En parlar amb Liu Bei, Fa Zheng pensà que Liu Bei n'era un líder savi i així que va planejar en secret subvertir el territori de Liu Zhang per donar-s'ho en lloc a Liu Bei. Aleshores es va ajudar de la invasió de la regió per part de Liu Bei que es coneixeria com a Shu Han.
Després de la mort de Pang Tong, Fa Zheng va ser possiblement el millor estrateg en Shu Han i en fou el vassall més fiable per a Liu Bei. En la invasió de Liu Bei de Hanzhong, Fa Zheng va exercir com a assessor militar d'aquest; i llavors van derrotar de forma satisfactòria l'exèrcit de Cao Cao i es van apoderar de Hanzhong. Quan ell va morir en el 220 EC a causa d'una malaltia, Liu Bei es diu que va plorar dia rere dia per ell i li va donar el rang a títol pòstum de "Marquès de Wing". Fa Zheng va ser l'única persona a qui Liu Bei li donà un rang a títol pòstum de marquès. D'acord amb l'opinió de Zhuge Liang, si Fa Zheng encara hagués estat viu, n'hauria previngut a Liu Bei d'atacar a Sun Quan arran de la mort de Guan Yu, però si Liu Bei s'hagués anat de tota manera, ell no hauria perdut la batalla de Xiaoting.